# 樹状細胞ワクチン療法
樹状細胞ワクチン療法（じゅじょうさいぼうワクチンりょうほう、英: dendritic cell vaccine therapy）とは、免疫細胞の1つである樹状細胞を利用したがんの治療法である。がん患者自身の免疫力を利用したことが、これまでの標準治療（外科手術・放射線療法・化学療法）と異なる点である（免疫療法）。免疫を応用することで、副作用の少ないがん特異的な治療が可能となる。
信州大学、東京女子医科大学、九州大学などでは先進医療として提供されている。

## 歴史
カナダの免疫学者ラルフ・スタインマンが樹状細胞を発見した（同氏はこの研究で2011年にノーベル医学・生理学賞を受賞した）。その後、世界中で樹状細胞を使ったがん治療の研究開発が進められてきた。日本においては東京大学医科学研究所などで研究が行われている。現在では臨床研究のほか、企業や大学と連携した医療機関において、実地医療として患者に提供されている。

## 樹状細胞ワクチン療法の仕組み
血液から樹状細胞を分離と手術によるがん組織の摘出を行い、樹状細胞にがん細胞を取り込ませる（がんの特徴を覚える）、樹状細胞を体内に戻す、体内で樹状細胞ががんの特徴をTリンパ球に伝えて活性化させる、活性化Tリンパ球ががんを探し出して攻撃できるようになる。